# Шарлотта Мария Саксен-Йенская
Шарлотта Мария Саксен-Йенская (нем. Charlotte Marie von Sachsen-Jena; 20 декабря 1669, Йена, Саксен-Веймар — 6 января 1703, Грефентонна, Тюрингия) — принцесса Саксен-Йенская, в замужестве герцогиня Саксен-Веймарская.

## Биография
Шарлотта Мария — единственная дочь герцога Саксен-Йены Бернгарда и его супруги Марии Шарлотты Тремуйль. После смерти 15-летнего младшего брата Иоганна Вильгельма Шарлотта Мария оставалась единственным представителем Дома Саксен-Йена.
2 ноября 1683 года в Эйзенахе Шарлотта Мария вышла замуж за герцога Вильгельма Эрнста Саксен-Веймарского. Шарлотта Мария считалась очень красивой и хорошо воспитанной, но легкомысленной девушкой. Брак с Вильгельмом Эрнстом не принёс потомства, супруги часто конфликтовали. Когда герцогиня отправилась в поездку без разрешения супруга, тот объявил её в розыск, арестовал и вернул в Веймар. Брак бы расторгнут в 1690 году.
Поначалу Шарлотта Мария проживала у своего брата в Йене, но была вынуждена покинуть йенский дворец после его смерти. Без средств к существованию и в долгах она скиталась, пока её не приютил герцог Фридрих I Саксен-Гота-Альтенбургский. Спор с бывшим мужем за поместье Порстендорф был разрешён императором Леопольдом в пользу Марии Шарлотты. Она продала его в 1694 году и на эти средства смогла погасить свои долги. Шарлотта Мария проживала на пенсию готского двора и судилась с Веймарским домом по другим вопросам, пока не умерла в 34 года.